# پائولین (نینتندو)
پائولین (ژاپنی: ポリーン هپبورن: Porīn, تلفظ [poɾiːɴ]) شخصیت داستانی از سری بازی‌های ویدئویی دانکی کونگ و ماریو توسط نینتندو است. وی توسط طراح بازی‌های ویدئویی اهل ژاپن شیگرو میاموتو خلق شده و برای اولین‌بار در دانکی کونگ (۱۹۸۱) به‌عنوان دوشیزه درمانده ظاهر شد که توسط دانکی کونگ در بالای یک کارگاه ساختمانی اسیر شده بود.